# Астанинский цирк
Астанинский цирк (каз. Астаналық цирк) — развлекательное учреждение города Астаны, структурное подразделение управления культуры Астаны. Является единственным в городе и одним из трёх главных цирков Казахстана. Действует с 2005 года. Расположен на проспекте Кабанбай-батыра.

## История
В декабре 2001 года, после утверждения президентом Казахстана Нурсултаном Назарбаевым генплана застройки Нового города в левобережье, было начато строительство цирка. По заказу Департамента административного планирования и развития строительства Астаны первым генеральным подрядчиком была компания «Керуен-Строй», с 2002 года — ТОО «Концерн „Найза-Курылыс“».
Директором строящегося предприятия «Столичный цирк» был назначен заслуженный артист Казахстана Балтабек Жумагулов. В 2003 году была создана дирекция и администрация Государственного коммунального казённого предприятия «Столичный цирк». С 1 января 2005 года было начато финансирование.
14 декабря 2005 года состоялась торжественная церемония открытия цирка с участием президента Казахстана Нурсултана Назарбаева. Первая программа цирка под названием «Дети солнца» включала выступления гимнастов Шариповых, клоунов Азылбека Болатова и Галыма Далханова, воздушных гимнастов, жонглёрской труппы и др.

## Архитектура
Основное здание цирка выполнено в виде диска.
К зданию цирка примыкает административно-хозяйственный блок, в котором размещены администрация цирка, артистические уборные, тренировочный манеж, вольер для животных, мастерские и другие подсобно-вспомогательные помещения. Имеется также 4-этажный гостиничный блок на 113 мест.
Здание создано творческим коллективом «Казгипрогор» (Алматы) под руководством главного автора и архитектора проекта Толегена Абдильды. Зрительный зал с ареной классического диаметра (13 метров) вмещает 2000 зрителей. Отдельно расположена VIP-ложа на 36 мест.

## Коллектив
Труппа цирка включает в себя как заслуженных мастеров циркового искусства, лауреатов международных фестивалей и конкурсов, так и молодых артистов, которые были награждены различными призами в Казахстане. В цирке работают известные артисты и менеджеры из ближнего и дальнего зарубежья: Китая, России, Кыргызстана, Узбекистана.
Среди них Народный артист Казахстана, дрессировщик Салмор Урманбетов; его сын и преемник, лауреат Союза Молодежи Казахстана Чингиз Урманбетов; дрессировщик львов КНР Хан Тачо; преподаватель гимнастики КНР Цай Шуцы; режиссёр-постановщик, народный артист России Леонид Корпенко. Молодые артисты подбирались из числа лауреатов в номинации «Цирковое искусство» из Астаны, Алматы, Шымкента, Караганды, Костаная и т. д.
В рамках сотрудничества между творческими коллективами, артисты цирка были на гастролях в России, Узбекистане, Кыргызстане, Турции, Китае, Туркменистане, Грузии, Катаре, Иране, Японии и др.